# میلاد اکبری
میلاد اکبری (انگلیسی: Milad Akbari؛ زاده ۱۷ اکتبر ۱۹۹۰) یک بازیکن فوتبال اهل ایران است.
انتقال میلاد اکبری از نساجی مازندران به راه آهن تهران در فصل ۹۳-۹۴ رخ داده است.
وی بازیکن پیشین تیم ملی جوانان و تیم ملی امید و استقلال بوده است.